# ソロ川
ソロ川（Bengawan solo、Bengawanはジャワ語で大河の意）は、インドネシアのジャワ島中部ジャワ州、東ジャワ州を流れる全長約540kmのジャワ島最長の河川である。その水流は、ジャワ島の東部および北部地域の農地を潤している。また流域は、ジャワ原人の化石が発見された場所であり、ガルーダ・インドネシア航空421便不時着事故の事故現場でもある。

## 地理
ソロ川は、ジャワ島中部火山ラウ山に源を発する。そこから、セウ山を通り、北寄りの方向に流れる。その途中でいくつかの支流が合流している。 そのうち マディウン川はかなり大きな川である。マディウン川の合流地点を境に上下流に分けられている。川は、相対的に単調で、スラカルタ（地元では「ソロ」と呼ばれる）を通り、ケンダン丘陵の南側を東流し、ンガウィで北へ向きを変えて、ケンダン丘陵のなかを通り、スラバヤ西方でジャワ海へ注ぐ。
1981年には、洪水が多発していたので治水の為、日本の有償資金協力によりウオノギリダムが完成した。このダムは、多目的のロックフィルタイプで、発電および農地の灌漑、生活および工業用水、洪水対策に利用されている。しかし、以前ほどではないが、洪水は支流も含めて現在も起こっている。